# Dameneishockey-Bundesliga 1998/99
Die Saison 1998/99 der österreichischen Dameneishockey-Bundesliga war die erste in Österreich ausgetragene Saison einer Eishockeymeisterschaft für Damen. Erster Meister wurden die Gipsy Girls Villach.

## Teilnehmerfeld und Modus
Das Teilnehmerfeld der Premierensaison bestand aus vier Mannschaften, die aus den Bundesländern Kärnten, Wien und Tirol stammten: den Gipsy Girls Villach, den Vienna Flyers aus Wien, den Red Angels Innsbruck und den Wildcats St. Johann. Gespielt wurde eine Hin- und Rückrunde, was sechs Spiele pro Mannschaft ergab.

## Tabelle
| Platz | Team                 | Spiele | Punkte |
| ----- | -------------------- | ------ | ------ |
| 1.    | Gipsy Girls Villach  | 6      | 12     |
| 2.    | Vienna Flyers        | 6      | 6      |
| 3.    | Red Angels Innsbruck | 6      | 3      |
| 4.    | Wildcats St. Johann  | 6      | 3      |

## Meisterschaftsendstand
1. Gipsy Girls Villach
2. Vienna Flyers
3. Red Angels Innsbruck
4. Wildcats St. Johann